# Fu Yu
Fu Yu, née le 29 novembre 1978 dans la province du Hebei, est une pongiste portugaise d'origine chinoise. Elle a remporté le tournoi simple dames des Jeux européens de 2019. 
Elle joue en prise porte-plume avec un revers inversé et ne frappe donc la balle qu'avec une seule face de la raquette.
Elle fait ensuite partie de l'équipe du Portugal médaillée de bronze aux Championnats d'Europe de tennis de table 2021 à Cluj.
Elle est médaillée de bronze par équipes dames aux Jeux européens de 2023.
En janvier 2024, elle est 56e au classement mondial.